# Arbizon
Arbizon – szczyt w Pirenejach Centralnych. Położony jest w południowej Francji, w departamencie Pireneje Wysokie, na terenie gminy Aulon, przy granicy z Hiszpanią.